# Euscirrhopterus valkeri
Euscirrhopterus valkeri är en fjärilsart som beskrevs av George Francis Hampson 1901. Euscirrhopterus valkeri ingår i släktet Euscirrhopterus och familjen nattflyn. Inga underarter finns listade i Catalogue of Life.